# 稲葉尊治
稲葉 尊治（いなば たかはる、1980年10月9日 - ）は、日本の詩人、書道家、プロデューサー。
愛称は、いなっちょ、いなばっち。田加治株式会社代表取締役。葛飾区亀有生まれ、埼玉県吉川市育ち。

## 経歴
高校卒業後、「本を出したい」とサンクチュアリ出版（現・サンクチュアリ・パブリッシング）へ持ち込み。社長から「表参道でやってみろ」と言われ、言われるがままストリートで言葉を書き始める。1999年当時、軌保博光が表参道で書を用いた活動をしており、実質的に2番目に始めたとされており、全国のイオンモールなどのショッピングセンターや百貨店での個展、催事、イベント活動を先駆けとして広げ、15万人以上の人と向き合い、言葉を届ける。
占いを超える書による言葉の書き下ろしと称される、稲葉尊治の「あなたを観て言葉を書きます」は、スピリチュアルブーム以前からの本人の興味もあり、様々な世界観を学び続けると共に、自身の日々の活動から「観る」「過去を捉える」「言語化する」ということを特に意識して行っているものの、本人も未だ、自分自身が何を表現し、どのような世界観で生きて行くのかを模索し続けると言っている。
また、暮らしと仕事の世界観の一体化をテーマに掲げ、多くの人を「観る」ことでの「言語化」の経験をもとに、経営者、議員との対話、コンサルティング、各種デザイン、プロデュースも行う。国際展覧会の出展や、イスタンブールで行われた日本とトルコの国交記念祭への参加等、海外での活動を模索する。プロダクション、企画事務所を経て、デザインや言葉の研究、経営を学びながら株式会社マップの所属へ。その後、田加治株式会社創業。

## 人物・エピソード
趣味は漫画を読むことのみ。瞬間的に興味が湧くものの、ほぼ続かないということから、新しいことをやらなくなった。また、やることはプロとしてやりたいという気持ちがある。特技は言語化。水、渓谷が好き。

## その他
「言葉と共に旅に出よう」「生き方と働き方の一致」「コズミックライフ」をキーワードに、自らの表現、活動で、思考や思想を反映させ、また、試行錯誤し、実験している。

## イベント/催事/個展の開催地
青森県　おいらせ町　つがる / 
岩手県　盛岡 / 
秋田県　秋田　大曲 / 
宮城県　仙台　富谷　石巻 / 
山形県　山形　三川 / 
群馬県　高崎　太田 / 
茨城県　鹿嶋　水戸　土浦　下妻 / 
栃木県　佐野 / 
埼玉県　大宮　浦和　三郷　与野　戸田　羽生　鷲宮　上尾　深谷 / 
千葉県　成田　銚子　香取　野田　柏　千葉　富津 / 
東京都　吉祥寺　多摩平　日の出　 / 
神奈川県　横浜　大和　湘南 / 
山梨県　甲斐 / 
長野県　上田 / 
新潟県　新潟　新発田 / 
富山県　高岡 / 
静岡県　浜松　清水　沼津 / 
愛知県　熱田　東浦　岡崎 / 
三重県　鈴鹿　東員　松坂 / 
奈良県　奈良　橿原 / 
京都府　京都 / 
岡山県　倉敷 / 
広島県　広島 / 
鳥取県　鳥取　米子 / 
山口県　下関　山口 / 
高知県　高知 / 
愛媛県　新居浜 / 
福岡県　筑紫野　直方 / 
熊本県　宇城 / 
宮崎県　宮崎　都城 / 
鹿児島県　鹿児島

## 出版・その他
- 書籍　ONE　マガジンランド
- 日めくりカレンダー　ポストプラネット　マガジンランド
- カレンダー　よし！　ミノワスタジオ
- カレンダー　動　マップ
- ポストカードセット　ゆかいなことば、道　ミノワスタジオ
- ポストカードブック　基本の51第一弾　コズミックライフレーベル
- 冊子　あかるいことば　コズミックライフレーベル

- 和泉果樹園「ルレクチェ」文字
- 日本酒　亀の歩み、車坂　文字、デザイン
- 焼酎　黒潮波、東湖、亀覗　文字、デザイン
- 店舗名や広告などでの文字提供を各種行う